# Eumops underwoodi
Eumops underwoodi es una especie de murciélago de la familia Molossidae.

## Distribución geográfica
Se encuentra en los Estados Unidos, México Belice Guatemala El Salvador, Honduras, Nicaragua y Costa Rica.